# Олдос (нефтяное месторождение)
Олдос (англ. Aldous) — крупное нефтяное месторождение в акватории Северного моря. Открыто 16 августа 2011 года.
Олдос состоит из двух структур, которые связаны между собой — Олдос Южный и Олдос Северный. Олдос связан с другим крупным нефтяным месторождениям — Авалдснес.
Нефтеносность установлена в юрских отложениях. Начальные запасы нефти, по предварительным оценкам, составляет от 500 млн до 1,2 млрд баррелей извлекаемых запасов нефтяного эквивалента.
Оператором Олдоса является норвежская нефтяная компания Statoil (40 %). Другими партнёрами проекта является Petoro (30 %), Det norske oljeselskap (20 %) и Lundin (англ., 10 %).